# Compañía de Tranvías de Mérida

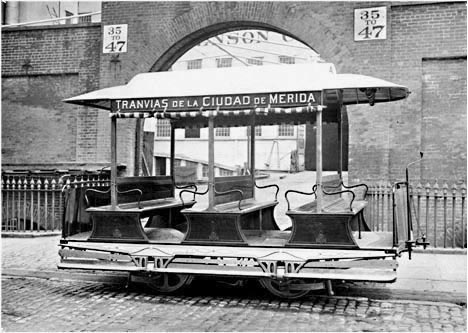
Pferdebahn von John Stephenson Co. in New York, 1880

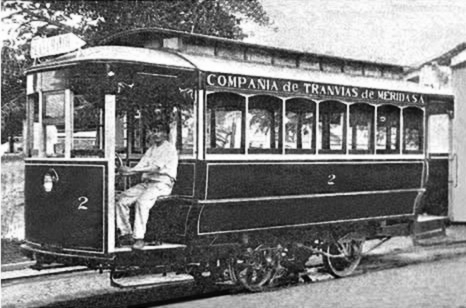
Wagen Nummer 2 mit Benzinmotor

Die Compañía de Tranvías de Mérida (deutsch: Straßenbahngesellschaft Mérida) war ein Straßenbahnunternehmen in der mexikanischen Stadt Mérida, welches ein Netz mit einer Spurweite von 914 Millimetern betrieb.

## Geschichte
Die ersten Straßenbahnen in Mérida verkehrten am 15. September 1880. Die anfangs von Pferden gezogenen Wagen wurden von der John Stephenson Co. aus New York City erworben. Am 18. Juni 1891 wurde die neue Betreibergesellschaft Compañía de Tranvías de Mérida gegründet, die das Netz erweiterte. Im Jahre 1893 war dieses insgesamt 25,4 Kilometer lang, 1895 betrug die Länge bereits 30,5 Kilometer. Im Jahr 1902 lieferte wiederum John Stephenson Co. Dampfstraßenbahnen nach Mérida. Der weitere Netzausbau war wie folgt:
- 1900: 34 Kilometer
- 1905: 40 Kilometer
- 1906: 46 Kilometer
- 1907: 50 Kilometer und 150 Wagen

Am 15. Dezember 1917 bestellte die Gesellschaft zwei batteriebetriebene Straßenbahnwagen, einer geschlossen und der andere offen. Ab 1919 fuhren Straßenbahnen mit Benzinmotor. Am Jahresende 1920 war das Netz 53 Kilometer lang, bevor es in den 1930er Jahren stillgelegt wurde.